# Antoine François Andréossy
Antoine François, conde Andréossy (Castelnaudary, 31 de janeiro de 1761 – Montauban, 29 de janeiro de 1828) foi um general e diplomata francês de origem nobre e linhagem italiana.

## Biografia
Nasceu em Castelnaudary (Aude), teve uma brilhante carreira na escola de artilharia em Metz. Em 1781, depois de formado participou da Guerra Civil Neerlandesa (1787). Após o início das Guerras revolucionárias francesas, Andréossy serviu sob o comando de Napoleão Bonaparte, comandando o Exército de Terra Francês estacionado na fronteira com a Itália, depois de junho de 1796, servindo com distinção na Batalha da ponte de Arcole e no Cerco de Mântua.
Promovido a brigadeiro em novembro de 1797, em julho seguinte, comandou a flotilha francesa no rio Nilo, e depois serviu como assistente de Louis-Alexandre Berthier na Síria. Retornou para a França junto com Napoleão, auxiliou-o durante o golpe de Estado de 18 de brumário, e em 6 de janeiro de 1800 foi promovido a Général de Division.
De particular importância foi o seu mandato como embaixador para o Reino da Grã-Bretanha, e depois para o Reino Unido da Grã-Bretanha e Irlanda brevemente em 1803, durante a curta paz que se seguiu aos tratados de Amiens e Lunéville. Andréossy repetidamente alertou Napoleão de que o governo britânico desejava manter a paz, e que deveria ser tratado com consideração. Seu conselho, no entanto, foi desconsiderado. Quando Napoleão se tornou imperador fez de Andréossy inspetor-geral de artilharia e em 24 de fevereiro de 1809, concedeu-lhe o título nobiliárquico de conde do Primeiro Império Francês.
De 1808 a 1809 Andréossy foi embaixador francês em Viena, onde demonstrou sua hostilidade ao Império Austríaco, em contraste com a sua simpatia demonstrada para com a Inglaterra em 1802-1803. Na guerra de 1809, Andréossy foi governador militar de Viena durante a ocupação francesa. Em 1812 foi enviado por Napoleão como embaixador para Constantinopla, onde continuou a política iniciada por Horace Sébastiani. Em 1814 após a queda de Napoleão, Andréossy foi destituído do cargo por Luís XVIII.
Andréossy teve então uma vida exclusivamente privada, até que a fuga de seu antigo mestre da Ilha de Elba, mais uma vez trouxe-o de volta à carreira pública. Em 1826 foi eleito para a Académie des Sciences, e no ano seguinte foi deputado pelo departamento de Aude.
Em 10 de setembro de 1828, quando retornava para Castelnaudary após uma sessão legislativa, Andréossy morreu em Montauban, de uma "febre cerebral". Foi enterrado no cemitério oriental de sua cidade natal. O seu nome está gravado no pilar sul do Arco do Triunfo.

## Publicações
Entre seus numerosos trabalhos estão os seguintes:
- Histoire du canal du Midi. canal de Languedoc (em francês). 1 1 ed. [S.l.]: Charles Crapelet. 1800;
  - Posteriormente, foi publicada uma segunda edição revisada e ampliada em 1804, e iniciada uma terceira edição ainda maior, mas nunca foi concluída;
- Andréossy (comte), Antoine-François (1800). Mémoires sur le lac Menzaléh et sur la vallée des lacs de Natron et celle du Fleuve-sans-eau ... (em francês). [S.l.]: Didot;
- Relation de la campagne sur le Mein et la Rednitz, de l'armée gallo-batave, sous les ordres du général Augereau. frimaire, nivôse et pluviôse an IX (1800 et 1801) (em francês). [S.l.]: Barrois l'Aîné et Fils. 1802;
- Croatie militaire. mémoire sur les régimens frontières. [S.l.]: Imprimerie impériale. 1811;
- Description de la route de Kostanizza à Constantinople, d'après les observations faites par l'ambassade du général comte Andréossy, 1812;
- Mémoires sur l'irruption du Pont-Euxin dans la Méditerranée, et sur le système des eaux qui abreuvent Constantinople, 1814;
- Voyage à l'embouchure de la Mer-Noire. ou essai sur le Bosphore et la partie du delta de Thrace comprenant le systême des eaux qui abreuvent Constantinople: précédé de considérations générales sur la géographie physique (em francês). 1. Paris: [s.n.] 1818;
  - Voyage à l'embouchure de la Mer-Noire (1818). [S.l.]: Kessinger Publishing. 2010. 400 páginas. ISBN 9781160638890;
- De la Direction générale des subsistances militaires, sous le ministère de M. le Maréchal-duc de Bellune. ou Réfutation de ce qui a été écrit contre cette administration, au sujet des approvisionnements de l'armée d'Espagne pour la campagne de 1823 et à l'occasion des marchés Ouvrard (em francês). [S.l.]: C.-J. Trouvé. 1824;
- Mémoire sur les dépressions de la surface du globe dans le sens longitudinal des chaînes de montagnes et entre deux reliefs maritimes adjacents. lu aux séances de l'Académie des sciences des 13 et 20 février 1826 (em francês). [S.l.]: Impr. de A. Coniam;
- Essai sur le tir des projectiles creux, par M. le lieutenant-général d'artillerie comte Andréossy. lu à la séance de l'Académie des sciences du 26 décembre 1825 (em francês). [S.l.]: Impr. de A. Coniam. 1826;
- Constantinople et le Bosphore de Thrace. pendant les années 1812, 1813 et 1814 et pendant l'année 1826 (em francês). [S.l.]: T. Barrois et Duprat. 1828. 525 páginas;
- Rapport de M. le comte Andréossy, député de l'Aude, sur plusieurs pétitions tendant, l'une à une réorganisation générale des gardes nationales... les autres au rétablissement de la garde nationale de Paris. séance du 12 juillet 1828 (em francês). [S.l.]: Impr. de Lachevardière;
- ANDRÉOSSI (Count.), Antoine François (1843). Opérations des Pontonniers Français en Italie, pendant les campagnes de 1795 à 1797, et reconnaissance des fleuves et rivières de ce pays, etc. [With a biographical note on Count A. F. Andreossi by General Claude Marion.] (em francês). [S.l.: s.n.];